# Vattenpester
Vattenpester (Elodea) är ett släkte av sötvattenlevande vattenväxter som har sitt ursprung i Nordamerika. Vattenpesternas systematik är omdiskuterad, men släktet omfattar troligen fyra till tolv arter, av vilka flera dessutom är introducerade i vattendrag i delar av Afrika, Asien, Australien, Europa och Nya Zeeland. I dessa områden har de ofta kunnat sprida sig okontrollerat vilket skapat stora problem, och i flera av dessa biotoper anses vattenpester vara invasiva arter och ogräs. Två arter, vattenpest (Elodea canadensis) och smal vattenpest (Elodea nuttallii), förekommer naturaliserade i Sverige.

## Utseende
Flera av arterna är till utseendet snarlika Egeria densa och Hydrilla verticillata, och är vanliga som lättskötta akvarieväxter.

## Etymologi
Släktnamnet Elodea är bildat av grekiskans helodes, som betyder "sumpig".